# Пйотрово-Перше
Пйотрово-Перше (пол. Piotrowo Pierwsze, нім. Peterzell) — село в Польщі, у гміні Чемпінь Косцянського повіту Великопольського воєводства.
Населення — 306 осіб (2011).

## Демографія
Демографічна структура станом на 31 березня 2011 року:
|          | Загалом | Допрацездатний вік | Працездатний вік | Постпрацездатний вік |
| -------- | ------- | ------------------ | ---------------- | -------------------- |
| Чоловіки | 152     | 31                 | 112              | 9                    |
| Жінки    | 154     | 29                 | 102              | 23                   |
| Разом    | 306     | 60                 | 214              | 32                   |